# Рига (район)
Район Рига (на латвийски: Rīgas rajons) (или Рижки район) е район в централната част на Латвия. Административен център е град Рига. Населението на района е 168 298 души, а територията е 3058 km2.
Районът обгражда градовете на централно подчинение Рига и Юрмала, граничи с Рижкия залив на север, с районите Лимбажи на североизток, Цесис на изток, Огре на югоизток, Бауска на юг, Йелгава на югозапад, Тукумс на запад.

## Градове
- Балдоне
- Баложи
- Вангажи
- Олайне
- Саласпилс
- Саулкрасти
- Сигулда

### Други населени места
| - Балдоне (епархия) - Бабите - Даугмале - Кекавас - Олайне (епархия) - Салас - Лаубере - Ледманс |  | - Мадлиене - Мазозолу - Менгеле - Огресгала - Рембатес - Сунтажу - Таурупес |